# Pietro Mengoli

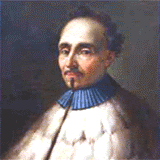

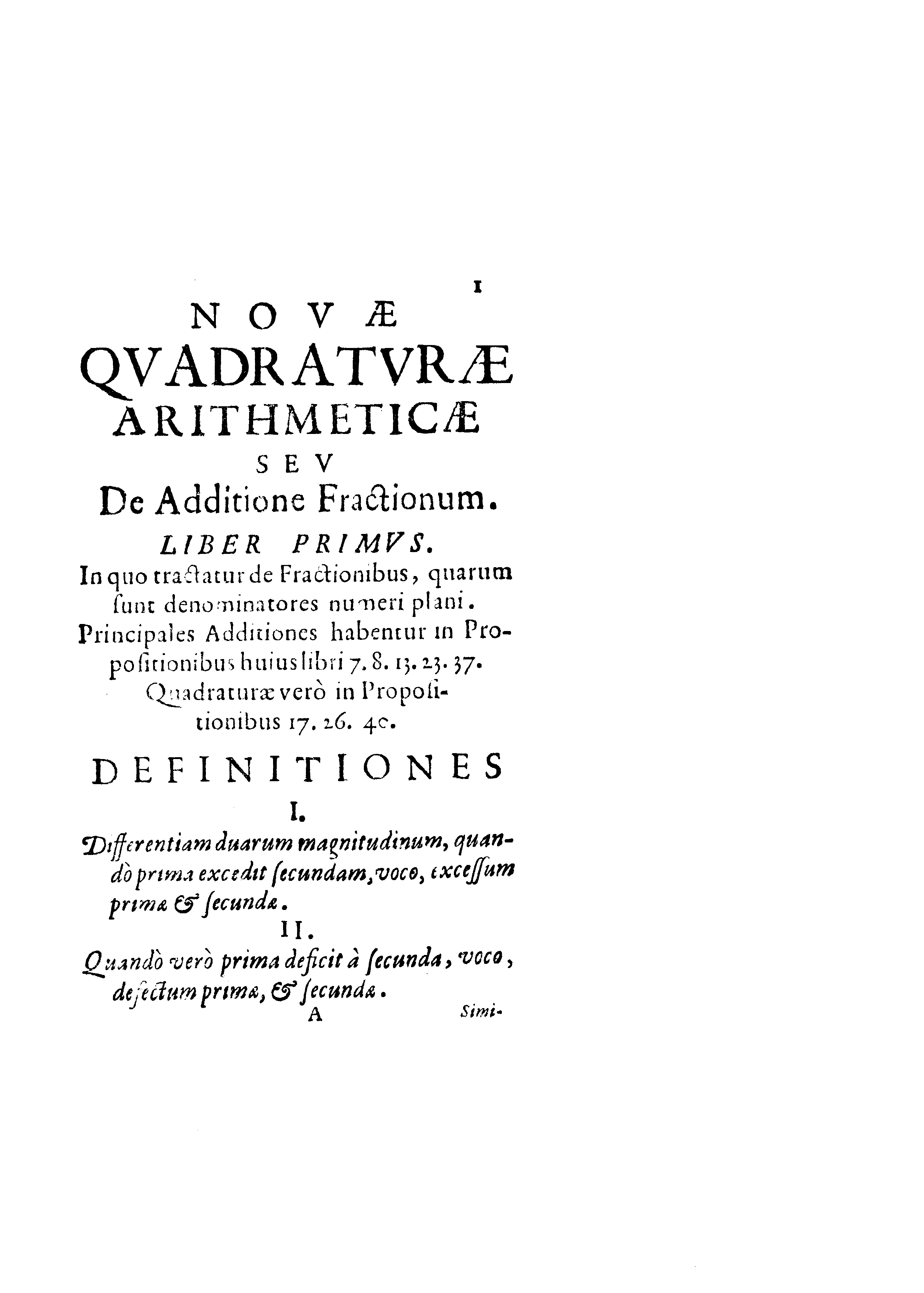
Novae quadraturae arithmeticae, 1650

Pietro Mengoli (Bologna, 1626 - aldaar, 1686) was een Italiaans wiskundige en priester.
Mengoli studeerde aan de Universiteit van Bologna bij Bonaventura Cavalieri. In 1647 volgde hij Cavalieri op. Hij bleef de resterende 39 jaar van zijn leven als hoogleraar aan de Universiteit van Bologna verbonden.
In 1644 formuleerde Mengoli als eerste het beroemde Bazel-probleem, dat in 1735 werd opgelost door Leonhard Euler.
Hij schreef in 1650 een artikel waarin hij bewees dat de som van alternerende harmonische rijen gelijk is aan de natuurlijke logaritme van het getal 2.
Hij bewees ook dat harmonische rijen niet convergeren en gaf een bewijs dat het Wallis-product voor {\displaystyle \pi } correct is.

## Voetnoten
1. ↑  (en)  Hofmann, Joseph Ehrenfried (1959). Classical Mathematics (Klassieke wiskunde). Vertaald uit het Duits (Geschichte der Mathematik) door Henrietta O. Midonick. New York: Philosophical Library Inc.

- Bibliothèque nationale de France: cb120851477 (data)
- Gemeinsame Normdatei: 128930365
- International Standard Name Identifier: 0000 0000 6136 9902
- Library of Congress Control Number: n86815882
- Mathematics Genealogy Project: 166936
- Nederlandse Thesaurus van Auteursnamen: 18094049X
- Istituto Centrale per il Catalogo Unico: CFIV008645
- LIBRIS: 358672
- Système universitaire de documentation: 034066675
- Virtual International Authority File: 42902440
- WorldCat: E39PBJtMj3pcGhmC9p4Kt9tR8C